# Hakime224
 (juillet 2023).
Hakim 224  est un Tiktokeur, humouriste et comédien guinéen.
Il commence ses vidéos en 2021 à Dakar.

## Carrière
Hakim, un jeune coiffeur d'origine guinéenne qui est devenu en l'espace de quelques mois l'un des tiktokeurs les plus suivis en Afrique de l'Ouest.
Il est l'un des tiktokeurs le plus suivi en Afrique de l'Ouest, avec plus de 10 millions d'abonnés sur le réseau social, Il a participé à la troisième édition de la soirée TikTok de Guinée organisée par Mimiche Diabaté.
En mars 2023, le célèbre influenceur guinéen atteint la barre de 1 million d’abonnés sur YouTube ! 